# Recogne
Recogne è un villaggio storico nelle Ardenne, nella provincia del Lussemburgo, che ora è una sottosezione del comune di Libramont-Chevigny.
Il villaggio si trova poche miglia a nord di Bastogne, in un'area molto colpita durante l'Offensiva delle Ardenne. Dal 1947 è sede del cimitero di guerra tedesco di Recogne; quest'ultimo fu recintato e nel 1954 fu costruita una cappella
L'asteroide 3365 Recogne prende il nome dal villaggio.